# 댄포스쥐여우원숭이
댄포스쥐여우원숭이(Microcebus danfossi)는 마다가스카르에 사는 쥐여우원숭이의 일종이다. 소피아 강과 매바라노 강 사이의 제한된 지역 내의 서부 낙엽성 숲에서 발견된다. 비교적 큰 붉은 쥐여우원숭이로, 꼬리를 포함한 전체 몸 길이는 25~29cm이고, 꼬리 길이는 15 ~ 17 cm이다..